# Bruche (Fluss)
Die Bruche (deutsch Breusch, elsässisch Brisch) ist ein Fluss im Département Bas-Rhin in der Region Grand Est. Sie ist ein linker Zufluss der Ill.

## Name
Die Breusch wird 711–715 als fluvio Bursca erstmals urkundlich erwähnt. Der Name leitet sich von germanisch *brūskō 'Wasserfall, Wasserbrause' ab. Weniger wahrscheinlich ist eine Herleitung von gallisch *brūska 'die Angeschwollene'.

## Geographie

### Verlauf
Die Breusch entspringt in den Vogesen und durchfließt das Elsass, bevor sie nach knapp 77 km in die Ill mündet. Ihre Quelle liegt am Climont im Gemeindegebiet von Saales. Das Breuschtal ist eines der längsten Täler der Vogesen. Bei Mutzig tritt die Breusch aus den Vogesen durch die Vorhügelkette in die Oberrheinische Tiefebene ein. Bei Gliesberg, einem südwestlichen Vorort Straßburgs, mündet sie in die Ill.

### Nebengewässer der Bruche
Die Hasel und die Mossig sind zwei von mehreren Nebengewässern der Breusch und haben die Landschaft dieses Gebiets gestaltet. Ihre Täler grenzen an das größte Waldmassiv der Mittelvogesen. Der Mutzigfelsen (1010 m), im Süden und der Schneeberg (961 m) im Norden überragen diese Region.

### Breuschkanal

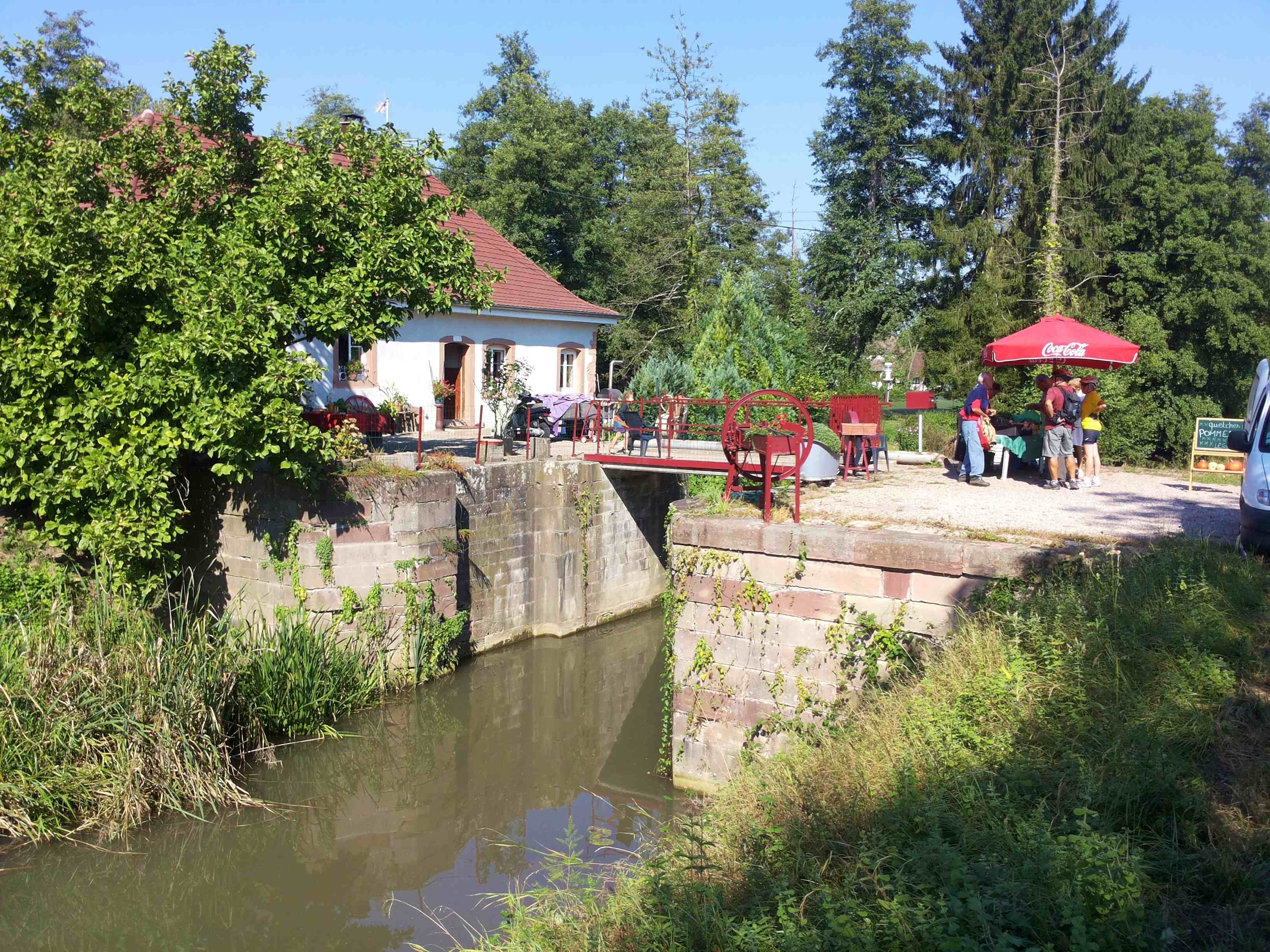
Am Canal de la Bruche, unweit von Straßburg

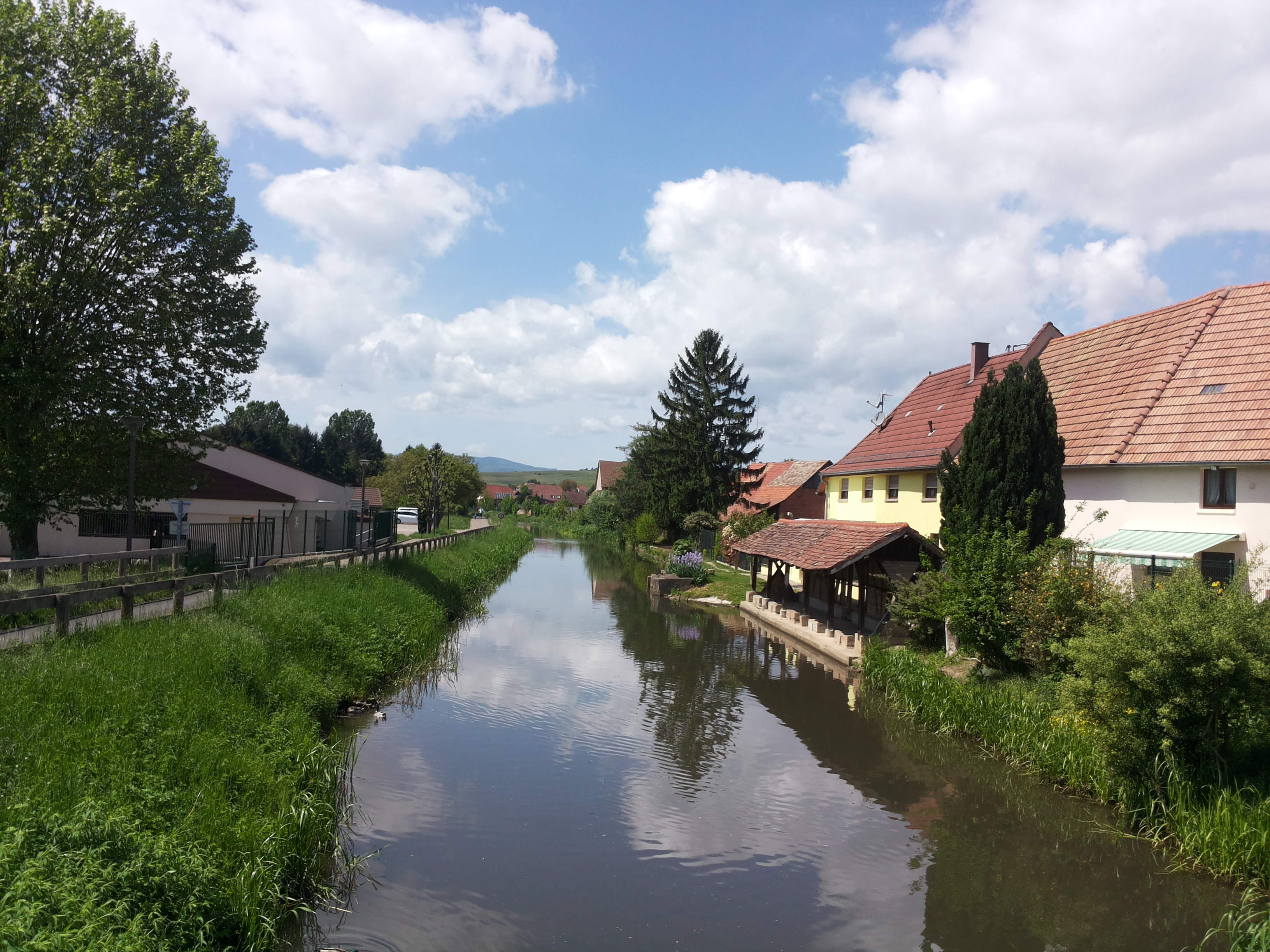
Breuschkanal bei Ergersheim

Bei Avolsheim, in der Nähe der Einmündung der Mossig nördlich von Molsheim, wird ein Teil der Breusch in den nördlich parallel verlaufenden Breuschkanal (Canal de la Bruche) geleitet. Angelegt wurde der Kanal nach der Annexion der Stadt Straßburg durch Ludwig XIV. 1681. Der König ließ von dem Ingenieur Vauban die Stadt ab 1682 mit Wallanlagen und Bastionen nach damals modernsten Erkenntnissen zu einer Festung ausbauen. Um das benötigte Material aus Steinbrüchen in den Vogesen leichter nach Straßburg bringen zu können, legte Vauban zunächst diesen Kanal an. Der 19,78 km lange Kanal mit 11 Schleusen mündet wenige hundert Meter nördlich der Breuschmündung in die Ill. In den 1840er Jahren wurde pro Jahr ca. 40.000 t transportiert, hauptsächlich Holz und Steine. Bis 1939 wurde er als Wasserstraße zum Transport ziviler Güter wie Bauholz, Wein und Ziegel genutzt. Nach dem Krieg wurden zerstörte Brücken so niedrig wiederaufgebaut, dass der Kanal seither nicht mehr mit Lastkähnen befahren werden kann.
Am Breuschkanal verläuft auch ein Großteil des Itinéraire cyclable européen (Europäischer Radwanderweg) Molsheim–Straßburg–Kehl–Offenburg.

## Hydrologie
An der Mündung der Breusch in die Ill beträgt die mittlere Abflussmenge (MQ) 7,9 m³/s; das Einzugsgebiet umfasst hier 727,3 km².
Am Pegel Holtzheim wurde über einen Zeitraum von 46 Jahren (1965–2010) die durchschnittliche jährliche Abflussmenge der Breusch berechnet. Das Einzugsgebiet entspricht an dieser Stelle mit 548 km² etwa 75 % des vollständigen Einzugsgebietes des Flusses.
Die höchsten Wasserstände werden in den Monaten Dezember – März gemessen. Ihren Höchststand erreicht die Abflussmenge mit 14,8 m³/s im Februar. Von April an geht die Schüttung Monat für Monat merklich zurück und erreicht ihren niedrigsten Stand im August mit 2,25 m³/s, um danach wieder von Monat zu Monat anzusteigen. Der jahresdurchschnittliche Wert ist 8,14 m³/s.
Der monatliche mittlere Abfluss (MQ) der Breusch in m³/s, gemessen an der hydrologischen Station Holtzheim
Daten aus den Werten der Jahre 1965–2010 berechnet

## Flussfauna
In der Breusch kommen folgende Fischarten vor: Bachforelle, Döbel, Hasel, Rotauge, Gründling, Schneider, Elritze und Bachneunauge.